# Morowe powietrze

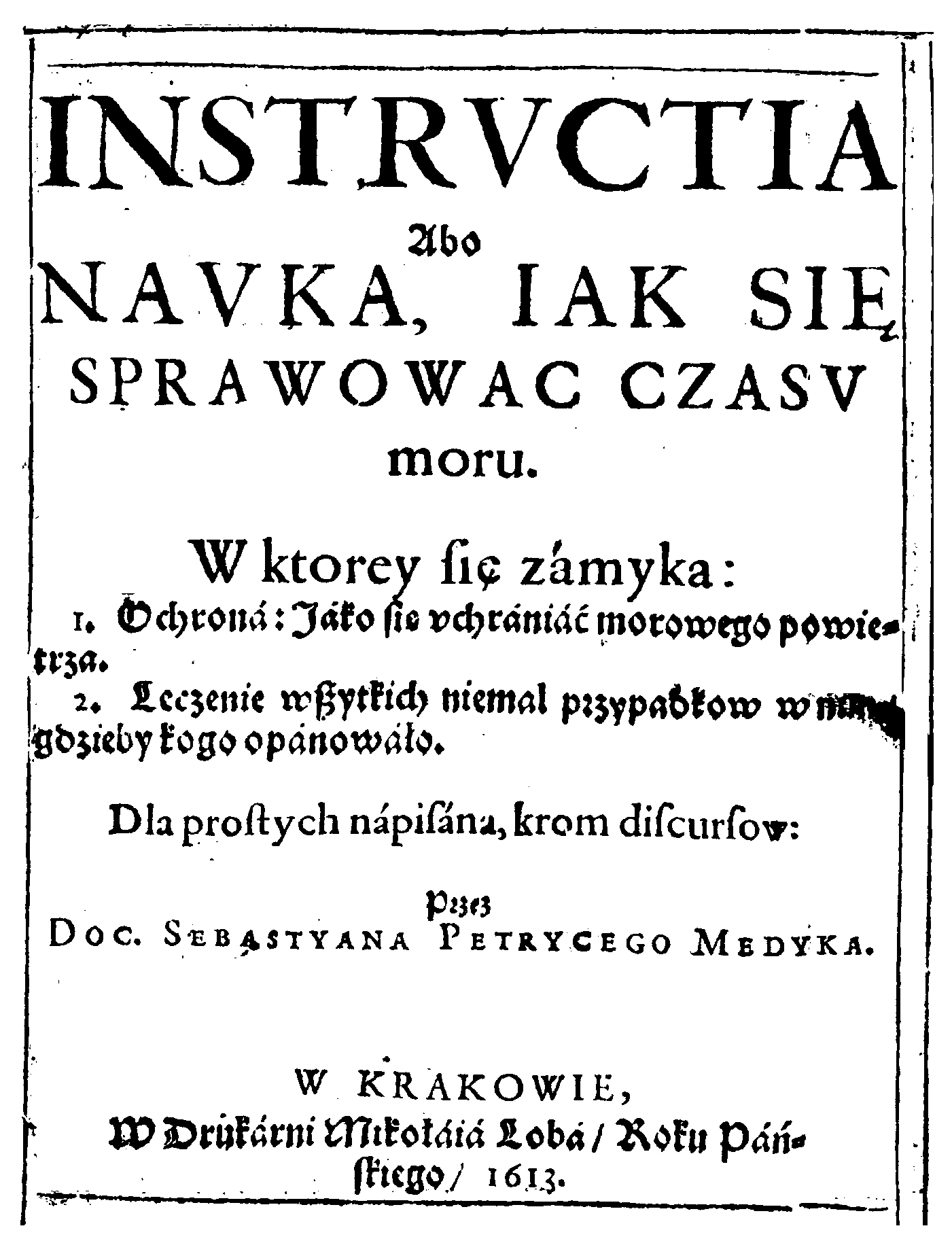
Druk wydany w Krakowie w 1613 roku przez Sebastiana Petrycego Instructia abo nauka, jak się sprawować czasu moru

Morowe powietrze – określenie używane w historycznych czasach w celu wyjaśnienia rozprzestrzeniania się epidemii dżumy, czarnej ospy, cholery, tyfusu i innych, ostro zakaźnych chorób o dużym, falowym nasileniu i wielkiej śmiertelności, przed erą odkrycia drobnoustrojów.
Pojęcie to powstało na skutek wrażenia odnoszonego przez ówczesnych, iż to właśnie powietrze jest przyczyną moru czy też pomoru, tj. właśnie masowego umierania. Pogląd nie odbiegał bardzo od rzeczywistości, ponieważ choroby rozprzestrzeniały się przez zakażenie kropelkowe.
Traktaty medyczne o powietrzu morowym pisali m.in. Sebastian Petrycy i Marcin z Kłecka.